# Handball aux Goodwill Games de 1990
Navigation
Moscou 1986 Saint-Pétersbourg 1994
La compétition de handball aux Goodwill Games de 1990 s'est déroulée à Seattle du 22 au 27 juillet 1990. Il s'agit de la deuxième édition de la compétition qui ne comporte qu'un tournoi masculin.
L'URSS remporte la compétition devant la Yougoslavie et l'Espagne.

## Phase de poule

### Groupe A
|   | Équipe       | Pts | J | G | N | P | Bp | Bc | Diff |
| - | ------------ | --- | - | - | - | - | -- | -- | ---- |
| 1 | Yougoslavie  | 6   | 3 | 3 | 0 | 0 | 67 | 59 | 8    |
| 2 | Espagne      | 4   | 3 | 2 | 0 | 1 | 69 | 65 | 4    |
| 3 | Islande      | 2   | 3 | 1 | 0 | 2 | 63 | 54 | 9    |
| 4 | Corée du Sud | 0   | 3 | 0 | 0 | 3 | 60 | 81 | -21  |

| Date            | Équipe 1    | Score   | Équipe 2     | Rapport |
| --------------- | ----------- | ------- | ------------ | ------- |
| 22 juillet 1990 | Espagne     | 28 – 23 | Corée du Sud | [ 1 ]   |
| 22 juillet 1990 | Yougoslavie | 18 – 17 | Islande      | -       |
| 23 juillet 1990 | Espagne     | 20 – 19 | Islande      | [ 2 ]   |
| 23 juillet 1990 | Yougoslavie | 26 – 21 | Corée du Sud | -       |
| 24 juillet 1990 | Islande     | 27 – 16 | Corée du Sud | -       |
| 24 juillet 1990 | Yougoslavie | 23 – 21 | Espagne      | [ 3 ]   |

### Groupe B
|   | Équipe           | Pts | J | G | N | P | Bp | Bc | Diff |
| - | ---------------- | --- | - | - | - | - | -- | -- | ---- |
| 1 | Union soviétique | 6   | 3 | 3 | 0 | 0 | 95 | 53 | 42   |
| 2 | États-Unis       | 3   | 3 | 1 | 1 | 1 | 59 | 75 | -16  |
| 3 | Tchécoslovaquie  | 2   | 3 | 0 | 2 | 1 | 63 | 70 | -7   |
| 4 | Japon            | 1   | 3 | 0 | 1 | 2 | 66 | 85 | -19  |

| Date            | Équipe 1         | Score   | Équipe 2        |
| --------------- | ---------------- | ------- | --------------- |
| 22 juillet 1990 | Tchécoslovaquie  | 25 – 25 | Japon           |
| 22 juillet 1990 | Union soviétique | 33 – 16 | États-Unis      |
| 23 juillet 1990 | États-Unis       | 20 – 20 | Tchécoslovaquie |
| 23 juillet 1990 | Union soviétique | 37 – 19 | Japon           |
| 24 juillet 1990 | Union soviétique | 25 – 18 | Tchécoslovaquie |
| 24 juillet 1990 | États-Unis       | 23 – 22 | Japon           |

## Phase finale

### Tour final
| Match                  | Date            | Équipe 1         | Score                    | Équipe 2    | Rapport |
| ---------------------- | --------------- | ---------------- | ------------------------ | ----------- | ------- |
| Demi-finale            | 26 juillet 1990 | Union soviétique | 29 – 20 (12-10)          | Espagne     | [ 4 ]   |
| Demi-finale            | 26 juillet 1990 | Yougoslavie      | 21 – 18                  | États-Unis  | -       |
| Match pour la 3e place | 27 juillet 1990 | Espagne          | 24 – 19 (13-8)           | États-Unis  | [ 5 ]   |
| Finale                 | 27 juillet 1990 | Union soviétique | 29 – 27ap (25-25, 14-11) | Yougoslavie | -       |

### Matchs de classement
| Match                  | Date            | Équipe 1 | Score          | Équipe 2        |
| ---------------------- | --------------- | -------- | -------------- | --------------- |
| Match pour la 5e place | 28 juillet 1990 | Islande  | 24 – 23 (9-11) | Tchécoslovaquie |
| Match pour la 7e place | 28 juillet 1990 | Japon    | 26 – 19 (12-9) | Corée du Sud    |

## Classement final
Le classement final est :
|   | Équipe           | Pts | J | G | N | P | Bp  | Bc  | Diff |
| - | ---------------- | --- | - | - | - | - | --- | --- | ---- |
| 1 | Union soviétique | 10  | 5 | 5 | 0 | 0 | 153 | 100 | 53   |
| 2 | Yougoslavie      | 8   | 5 | 4 | 0 | 1 | 115 | 106 | 9    |
| 3 | Espagne          | 6   | 5 | 3 | 0 | 2 | 113 | 113 | 0    |
| 4 | États-Unis       | 3   | 5 | 1 | 1 | 3 | 96  | 120 | -24  |
| 5 | Islande          | 4   | 4 | 2 | 0 | 2 | 87  | 77  | 10   |
| 6 | Tchécoslovaquie  | 2   | 4 | 0 | 2 | 2 | 86  | 94  | -8   |
| 7 | Japon            | 3   | 4 | 1 | 1 | 2 | 92  | 104 | -12  |
| 8 | Corée du Sud     | 0   | 4 | 0 | 0 | 4 | 79  | 107 | -28  |

## Effectifs

### Médaille d'or:Union soviétique
Parmi l'effectif soviétique, on trouve :
- 1 - Andreï Lavrov (GB)
- 2 - Alexandre Toutchkine
- 4 - Andreï Chtchepkine
- 5 - Vassili Koudinov
- 6 - Iouri Nesterov
- 8 - Valeri Gopine
- 9 - Andreï Tyoumentsev (es)
- 10 - Iouri Gavrilov
- 11 - Mikhaïl Iakimovitch
- 12 - Igor Koustov
- 13 - Viatcheslav Atavine
- 15 - Oleg Kisselev
- 17 - Konstantine Charovarov (de)
- 18 - Talant Dujshebaev

Entraîneur
- Anatoli Evtouchenko
- Spartak Mironovitch

### Médaille d'argent:Yougoslavie
Parmi l'effectif yougoslave, on trouve :
- 1 - Goran Stojanović (de) (GB)
- 2 - Nikola Adžić (it)
- 3 - Siniša Prokić
- 4 - Nenad Kljaić
- 5 - Darko Đorđić
- 6 - Dragan Škrbić
- 7 - Aleksandar Knežević
- 8 - Nedeljko Jovanović
- 9 - Dalibor Brajdić
- 10 - Igor Butulija (en)
- 11 - Bruno Gudelj
- 13 - Patrik Ćavar
- 15 - Nenad Peruničić
- 16 - Dejan Perić (GB)

Entraîneur
- Jezdimir Stanković

### Médaille de bronze:Espagne
L'effectif espagnol est ,,,, :
- 1 - Jaume Fort (GB)
- 2 - Javier Cabanas (es)
- 3 - Ricardo Marín (en)
- 4 - Javier García Reino
- 5 - José Ignacio Ordóñez
- 6 - Chechu Villaldea (es)
- 8 - Enric Masip
- 9 - Iñaki Urdangarin
- 10 - Fernando Barbeito
- 11 - Eugeni Serrano Gispert (es)
- 12 - Lorenzo Rico
- 13 - Luis García Lopez
- 14 - Aleix Franch (es)
- 15 - Angel Hermida García
- 16 - Manuel Gutierrez

Entraîneur
- Javier García Cuesta

### Autres effectifs
Les autres effectif sont :
- États-Unis : Marc Stanton, Mike Hurdle, Tom Fitzgerald, Herman Estmond, Terje Vatne, Craig Fitschen, Matt Ryan, John Keller, Darrick Heath, Bryant Johnson, Michael Sullivan, Richard Oleksyk, Bill Kessler, Myles McPartland. Entraîneur : Vojtěch Mareš (cs).
- Islande : Birgir Sigurðsson, Jakob Sigurðsson, Bjarki Sigurðsson, Valdimar Grímsson, Gunnar Gunnarsson , Óskar Ármannsson, Konráð Olavsson, Héðinn Gilsson, Geir Sveinsson, Guðmundur Hrafnkelsson, Guðjón Árnason, Magnús Sigurðsson, Júlíus Jónasson, Páll Guðnason, Hrafn Margeirsson. Entraîneur : Þorbergur Aðalsteinsson.
- Tchécoslovaquie (incomplet) :  Libor Sovadina, Csaba Szücs, Ján Sedláček, Martin Šetlík, Martin Lipták, Roman Bečvář, Zdeněk Vaněk, Rudolf Osička, Ľubomír Švajlen, Petr Baumruk. Entraîneur : Jiří Vícha.
- Japon (incomplet) : Tsuyoshi Yamamura, Kenji Tamamura, Toshiyuki Yamamura.
- Corée du Sud (incomplet) :  Lee Dong-hyun, Kim Jae-hwan, Cho Bum-yun, Lim Jin-suk, Cho Young-shi, Lee Sang-sub, Suh In-soo, Cho Chi-hyo, Lee Hak-myun, Choi Suk-jae, Moon Byung-wook, Shim Chae-hong, Lee Ki-ho. Entraîneur : Kim Kap-kyung.